# Malcolm Cesare
Malcolm Cesare, (Hicksville, Nueva York, 14 de enero de 1956) es un exjugador de baloncesto estadounidense. Con 2,03 de estatura, jugaba en la posición de ala-pívot

## Trayectoria deportiva

### Universidad
Jugó durante tres temporadas con los Gators de la Universidad de Florida, en las que promedió 11,6 puntos y 6 rebotes.

### Profesional
Fue elegido en la cuarta ronda, posición 84 en el Draft de la NBA de 1979 por Phoenix Suns, pero no llega a debutar en la NBA. Da el salto a Europa, jugando una temporada en el Saski Baskonia, donde promedia 25,7 puntos y 9.8 rebotes, por partido, siendo el cuarto en el ranking general de la liga en los dos apartados. Jugaría después en Suiza en Vevey Basket donde promedió 25 puntos y 14 rebotes por partido. En la temporada 82/83 volvió a la liga española al fichar por el OAR Ferrol.